# South Island (Paracelöarna)
South Island (kinesiska: 南岛, 南島) är en ö bland Paracelöarna i Sydkinesiska havet.  Paracelöarna har annekterats av Kina, men Taiwan och Vietnam gör också anspråk på dem. Arean är 0,28 kvadratkilometer.
Terrängen på South Island är platt. Öns högsta punkt är 18 meter över havet. Den sträcker sig 1,0 kilometer i nord-sydlig riktning, och 0,6 kilometer i öst-västlig riktning.